# Джалал-Абад (футбольний клуб)
«Джалал-Абад» (кирг. Джалал-Абад) — радянський та киргизський футбольний клуб, який представляє місто однойменне місто.

## Хронологія назв
- 1969: «Будівельник» (Джалал-Абад)
- 1990: «Хімік» (Джалал-Абад)
- 1992: «Кокарт» (Джалал-Абад)
- 1996: ФК «Джалал-Абад»
- 1997: «Динамо» (Джалал-Абад)
- 1998: ФК «Джалал-Абад»
- 1999: «Динамо» (Джалал-Абад)
- 2000: «Динамо-УВД» (Джалал-Абад)
- 2001: «Динамо-КПК» (Джалал-Абад)
- 2002: ФК «Джалал-Абад»
- 2003: «Дома-Ата» (Джалал-Абад)
- 2003: клуб розформовано
- 2004: ФК «Джалал-Абад»
- 2005: «Асил» (Джалал-Абад)
- 2006: ФК «Джалал-Абад»
- 2008: «Наше Пиво» (Джалал-Абад)
- 2009: «Камбар-Ата» (Джалал-Абад)
- 2009: клуб розформовано
- 2013: «Асил» (Джалал-Абад)
- 2015: ФК «Джалал-Абад»

## Історія
Футбольний клуб «Будівельник» було засновано не пізніше 1969 року в місті Джалал-Абад. Саме цього року команда дебютувала у Класі «Б» другої ліги Чемпіонату СРСР та посіла в ньому 19-те місце, а наступного сезону покращила своє досягнення та зайняла 11-те місце. Але з 1971 року команда продовжила свої виступи лише в республіканських турнірах. В 1971 та 1976 роках «Будівельник» здобуває чемпіонство у Чемпіонаті Киргизької РСР, який на той час у системі футбольних ліг мав статус змагання серед колективів фізичної культури (аматорський статус). В 1990 році клуб змінив свою назву на «Хімік» (Джалал-Абад).
У 1992 році, після проголошення країною незалежності, дебютуав у Вищій лізі Киргизстану, як Кокарт (Джалал-Абад). Також він виступав під назвами ФК «Джалал-Абад», Динамо (Джалал-Абад), Динамо-КПК (Джалал-Абад), Дома-Ата (Джалал-Абад). У сезоні 2003 року після 3-го туру чемпіонату відмовився від подальшої участі та був розформований.
У 2004 році в 1/16 фіналу Кубку Киргизстану був заявлений ФК «Джалал-Абад», однак, він відмовився грати у себе вдома, і до наступної стадії вийшов «Алай» (Ош). У 2005 році клуб виступав під назвою «Асил» (Джалал-Абад), але в 2006 році знову під назвою ФК «Джалал-Абад» у 1/8 фіналу Кубку.
У 2007 році місто було представлено двома клубами -  ФК «Джалал-Абадом», який у 1/8 фіналі Кубку програв «Алай» (Ош) та Локомотивом (Джалал-Абад), який дійшов до фіналу Кубку, а у Вищій лізі Киргизстану посів високе 4-те місце. Проте, на початку квітня 2008 року він припинив виступи в усіх турнірах та був розформований. Команда, яка представляла місто, після того, як знайшла спонсора відновила свої виступи в Кубку Киргизстану під назвою «Наше Пиво» (Джалал-Абад).
У 2009 році «Камбар-Ата» (Джалал-Абад) знову стартував у Вищій лізі, але посів 7-ме місце. По завершення сезону команду було розформовано.
Через декілька років, в 2013 році, клуб було знову відновлено під назвою «Асил» (Джалал-Абад) і команда стартувала в Кубку Киргизстану. В 2015 році клуб повернувся до назви ФК «Джалал-Абад» і зараз виступає в Першій лізі та Кубку Киргизстану.

## Досягнення
- Чемпіонат Киргизької РСР
  -  Чемпіон (2): 1971, 1976[3]

- Чемпіонат Киргизстану
  - 6-те місце (1): 2002

- Кубок Киргизстану
  - 1/4 фіналу (2): 1998, 2000

## Результати виступів
| Сезон | Турнір                                            | Досягнення  |
| ----- | ------------------------------------------------- | ----------- |
| 1969  | Чемпіонат СРСР 1969 клас «Б», зона «Середня Азія» | 19-те місце |
| 1970  | Чемпіонат СРСР 1970 клас «Б», зона «Середня Азія» | 11-те місце |
| 1971  | Чемпіонат Киргизької РСР, 1 група                 | чемпіон     |
| 1976  | Чемпіонат Киргизької РСР, 1 група                 | чемпіон     |

## Відомі гравці
- Іван Домантієвський
- Павло Желанов